# 石垣島事件
石垣島事件是太平洋戰爭末期1945年4月15日發生在沖繩縣石垣島上的一件戰爭罪行。日本海軍陸戰隊警衛隊擊落從美國海軍望加錫海峽號護航航空母艦上起飛的一架TBF復仇者式轟炸機，俘虜了三名機員後將其殺害。1948年，橫濱軍事法庭起訴涉案的46人，41人被判處死刑，其中7人死刑被執行。
一座紀念碑於2001年8月15日在石垣島落成，以紀念三名遇難者。

## 註解
1. 1 2  . USS Shipley Bay.
2. ↑  この記事の主な出典は、砥板 (2011)、林 (2005，第7頁)、岩川 (1995，第69-70頁)、東京裁判ハンドブック (1989，第112頁)および上坂 (1981，第185-209頁)。